# Abraxas chalcobares
Abraxas chalcobares är en fjärilsart som beskrevs av Rayner 1907. Abraxas chalcobares ingår i släktet Abraxas och familjen mätare. Inga underarter finns listade i Catalogue of Life.